# Мировой судья

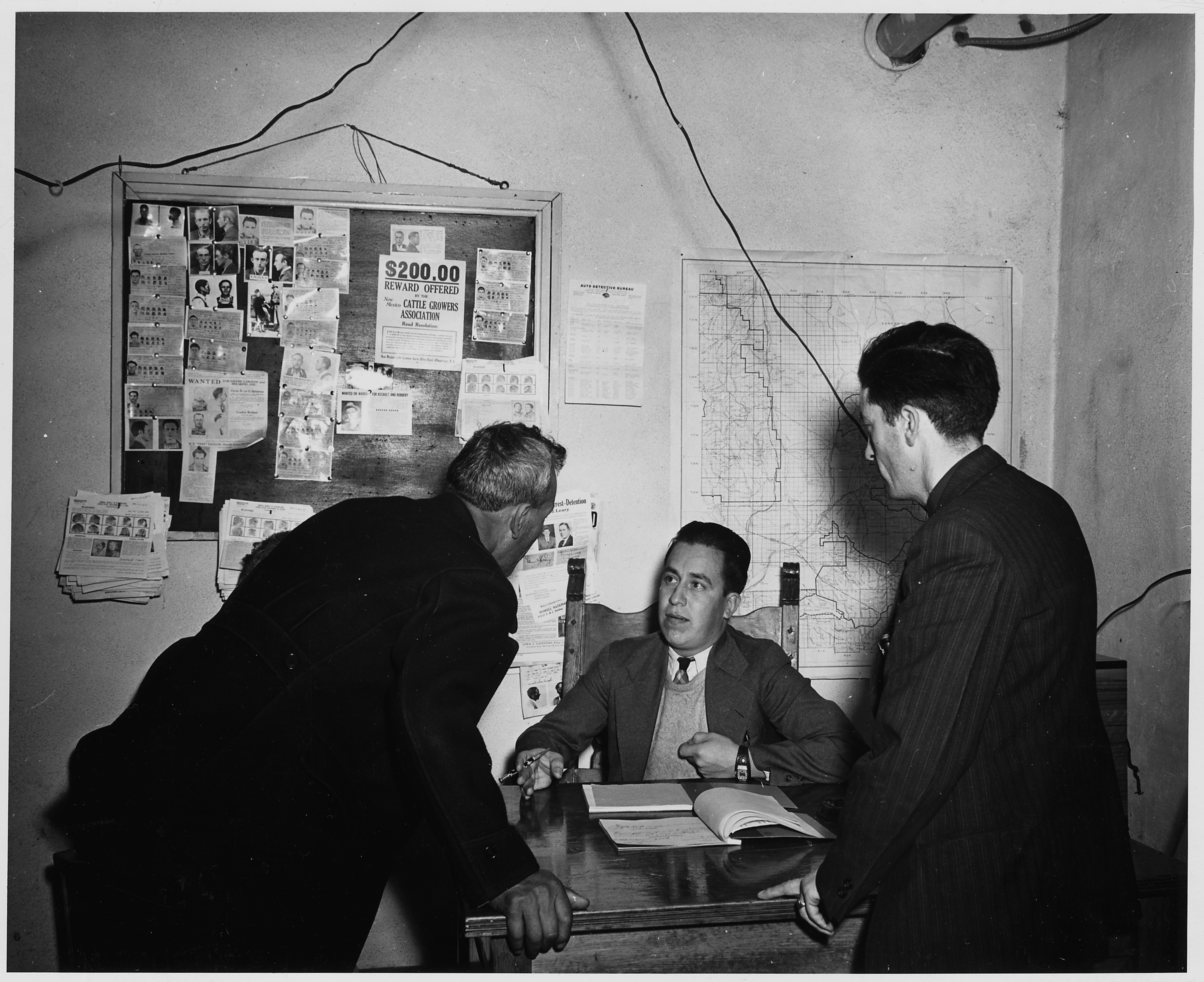
Мировой судья рассматривает несложное дело в Нью-Мексико, США. 1941 год

Мирово́й судья́ (фр. justice de paix, англ. justice of the peace) — лицо, наделённое полномочиями выполнять функции судьи общей юрисдикции. Мировые судьи представляют собой судебные органы низшей инстанции, обладающие ограниченной юрисдикцией.

## История
Институт мировых судей учреждён в Англии в царствование Эдуарда III. Эта должность рассматривалась как единоличная власть на защите общественного порядка: текст в Вестминстерском статуте 1361 года гласил, что «[в] каждом графстве Англии для сохранения мира будут назначаться один лорд и три-четыре достойнейших жителя, имеющие какие-нибудь познания в праве», роль которых заключалась в поимке преступников, проведении расследования и осуществлении наказания. Неофициально термин «justice of the peace» появился несколько раньше, в Вестминстерском статуте 1327 года. К 1461 году к мировым судьям перешло большинство функций шерифов, вплоть до ведения предварительного расследования дел о преступлениях; по сути, единственной задачей шерифа осталось приведение приговора в исполнение.
Постепенно расширяясь, компетенция английских мировых судей вобрала в себя функции не только полиции и суда, но и местного управления. В XVI—XVII веках, с падением роли парламента, мировой суд фактически стал основным органом управления в графствах. К началу английской революции мировые судьи были основной опорой королевской власти на местах, позже вернувшись к роли самостоятельных судебных и административных учреждений местного уровня. Если поначалу в мировые суды королевской властью назначались крупные местные землевладельцы и профессиональные юристы, то впоследствии их вытеснило из этих органов поместное дворянство — джентри, самостоятельно приобретавшее необходимые юридические познания.
Должность мирового судьи в Англии была пожизненной и бессменной. На квартальных сессиях мировые судьи определяли политику своего графства. В их функции входили:
- составление бюджета графства, введение налогов и займов;
- управление имуществом графства;
- контроль за состоянием мостов, дорог и общественных зданий, тюрем и приютов для душевнобольных, ссудными и сберегательными кассами;
- управление органами здравоохранения;
- выдача патентов на ведение торговли.

После демократических реформ местного управления в 1888 году роль мирового суда в Великобритании изменилась: за мировыми судьями были сохранены судебные функции, но административно-хозяйственные полномочия перешли к выборным советам графств и нижестоящей инстанции — окружным советам. Контроль над полицейскими силами был передан объединённым комиссиям, в состав которых входили как мировые судьи, так и представители новых советов.
В США институт мировых судей был заимствован у Англии, но в отличие от бывшей метрополии, американские мировые суды изначально были только органами судебной или судебно-полицейской власти без административно-хозяйственных полномочий.
Во Франции мировые судьи были введены в 1790 году учредительным собранием в рамках ликвидации монархических институтов власти и правосудия и замены их новыми структурами. Независимый характер мирового суда соответствовал взятому на вооружение французской революцией принципу разделения властей. Как и в Англии, мировые судьи набирались из числа рядовых граждан без обязательного требования юридического образования. Выборы судьи проводились первичным собранием активных граждан, при этом для них устанавливался лишь возрастной ценз (не моложе 30 лет), а срок полномочий ограничивался двумя годами. Вместе с мировым судьёй избирались от 2 до 4 экспертов-асессоров; первоначально дела в мировом суде рассматривались коллегиально — судьёй и двумя асессорами, — но с августа 1795 года судья рассматривал дела уже единолично. С принятием так называемой Конституции X года в 1802 году должность мирового судьи во Франции перестала быть выборной и мировые судьи стали назначаться центральной властью

## Статус мирового судьи
Как правило, мировой суд предполагает широкое участие общественности и рассматривается как форма её участия в отправлении правосудия. В США мировые судьи назначаются исполнительной властью, судами более высоких инстанций или специальной комиссией, а примерно через год их полномочия должен подтверждать уже общественный вотум доверия. В отдельных странах существует разграничение между чиновниками, выполняющими функции мирового суда за плату (в Англии обозначаются термином magistrate), и лицами, выполняющими эти же функции без финансового вознаграждения (в Англии justice of the peace). В США и в России мировые судьи являются профессионалами с юридическим образованием, в других странах кадровый состав мировых судов полупрофессиональный.

## Функции мировых судов и упрощённое судопроизводство
На раннем этапе на мировые суды возлагались задачи в области правосудия и местного управления, но с конца XVIII века в большинстве стран (включая Российскую империю) за ними сохраняются лишь юридические функции. При этом главной функцией мирового суда со временем становится не карательная, полицейская, а превентивная — задача примирения участвующих в тяжбе сторон и её разрешения в понятиях права и справедливости. В Англии и части бывших британских колоний мировые судьи по-прежнему выполняют не только судебные, но и административные функции (регистрацию браков, выдачу лицензий и т. д.). В континентальном праве (в частности, в Италии) мировые суды административных функций не выполняют. В части стран мировые суды занимаются только гражданскими делами, в других — гражданскими и уголовными (в Великобритании в основном уголовными).
Благодаря определению рассматриваемых дел как «малозначительных», процедура их рассмотрения и разрешения мировым судом может быть упрощённой. В литературе на английском языке такая ситуация описана как «краткое судопроизводство» (англ. summary trial). Упрощённая процедура может включать единоличное, без присяжных, рассмотрение дела судьёй и сокращение процессуальных сроков; согласно британскому закону от 1980 года, письменное признание вины обвиняемым может рассматриваться в мировом суде как доказательство в отсутствие обвиняемого и служить основанием для приговора.